# Ed Begley
Ed Begley, all'anagrafe Edward James Begley (Hartford, 25 marzo 1901 – Los Angeles, 28 aprile 1970), è stato un attore statunitense.
Vinse il premio Oscar al miglior attore non protagonista nel 1963 per l'interpretazione del corrotto boss politico Tom Finley in La dolce ala della giovinezza. Il figlio Ed Begley Jr. è divenuto anch'egli attore.

## Biografia
Nato da genitori di origini irlandesi, Hannah Clifford e Michael Joseph Begley, si dimostrò un giovane molto ribelle, allontanandosi diverse volte da casa per sfuggire all'educazione severa della sua famiglia, fino a separarsene definitivamente all'età di soli 13 anni. Per i successivi 20 anni Begley si dedicò a diversi lavori, tra i quali il servizio nella marina degli Stati Uniti, fino a quando non rispose ad un annuncio come speaker radiofonico alla stazione di Hartford, nel 1931.
Dieci anni dopo Begley si trasferì a New York dove divenne ben presto un acclamato attore radiofonico, interpretando dal 1944 al 1948 il ruolo del celebre personaggio di Charlie Chan alla radio. Nel 1947, all'età di 47 anni, fece il suo debutto teatrale in un breve spettacolo dal titolo Land of Fame e, in quello stesso anno, ottenne un importante ruolo nel suo primo film, Boomerang - L'arma che uccide, diretto da Elia Kazan.
Nel 1957 fu uno dei dodici componenti della giuria nel film La parola ai giurati di Sidney Lumet, mentre nel 1964 recitò accanto a Debbie Reynolds nella commedia Voglio essere amata in un letto d'ottone, e infine nel 1970 recitò in Quando il sole scotta.
Morì a 69 anni per un attacco di cuore.

## Filmografia parziale

### Cinema
- Anima e corpo (Body and Soul), regia di Robert Rossen (1947)
- Boomerang - L'arma che uccide (Boomerang!), regia di Elia Kazan (1947)
- Strada senza nome (The Street with No Name), regia di William Keighley (1948)
- Governante rubacuori (Sitting Pretty), regia di Walter Lang (1948)
- Il terrore corre sul filo (Sorry, Wrong Number), regia di Anatole Litvak (1948)
- Il figlio della tempesta (Deep Waters), regia di Henry King (1948)
- Tulsa, regia di Stuart Heisler (1949)
- Quando torna primavera (It Happens Every Spring), regia di Lloyd Bacon (1949)
- Il grande Gatsby (The Great Gatsby), regia di Elliott Nugent (1949)
- Fuoco alle spalle (Backfire), regia di Vincent Sherman (1950)
- Stars in My Crown, regia di Jacques Tourneur (1950)
- Condannato! (Convicted), regia di Henry Levin (1950)
- Vagabondo a cavallo (Saddle Tramp), regia di Hugo Fregonese (1950)
- L'assalto al treno postale (Wyoming Mail), regia di Reginald Le Borg (1950)
- La città nera (Dark City), regia di William Dieterle (1950)
- Il comandante Johnny (You're in the Navy Now), regia di Henry Hathaway (1951)
- La lettera di Lincoln (The Lady from Texas), regia di Joseph Pevney (1951)
- Neve rossa (On Dangerous Ground), regia di Nicholas Ray e, non accreditata, Ida Lupino (1951)
- La vita che sognava (Boots Malone), regia di William Dieterle (1952)
- Furore sulla città (The Turning Point), regia di William Dieterle (1952)
- L'ultima minaccia (Deadline - U.S.A.), regia di Richard Brooks (1952)
- Stella solitaria (Lone Star), regia di Vincent Sherman (1952)
- I giganti uccidono (Patterns), regia di Fielder Cook (1956)
- La parola ai giurati (12 Angry Men), regia di Sidney Lumet (1957)
- Strategia di una rapina (Odds Against Tomorrow), regia di Robert Wise (1959)
- I bolidi (The Green Helmet), regia di Michael Forlong (1961)
- La dolce ala della giovinezza (Sweet Bird of Youth), regia di Richard Brooks (1963)
- Voglio essere amata in un letto d'ottone (The Unsinkable Molly Brown), regia di Charles Walters (1964)
- Tramonto di un idolo (The Oscar), regia di Russell Rouse (1966)
- Agente 4K2 chiede aiuto (Warning Shot), regia di Buzz Kulik (1967)
- Il cervello da un miliardo di dollari (Billion Dollar Brain), regia di Ken Russell (1967)
- L'ora della furia (Firecreek), regia di Vincent McEveety (1968)
- Quattordici o guerra (Wild in the Streets), regia di Barry Shear (1968)
- Impiccalo più in alto (Hang 'Em High), regia di Ted Post (1968)
- Le vergini di Dunwich (The Dunwich Horror), regia di Daniel Haller (1970)
- Quando il sole scotta (Road to Salina), regia di Georges Lautner (1970)

### Televisione
- Lights Out – serie TV, episodi 3x02-3x06 (1950)
- The Philip Morris Playhouse – serie TV, episodio 1x18 (1954)
- The Alcoa Hour – serie TV, 3 episodi (1955-1956)
- Climax! – serie TV, episodio 4x27 (1958)
- Westinghouse Desilu Playhouse – serie TV, episodio 2x15 (1960)
- Corruptors (Target: The Corruptors) – serie TV, episodio 1x06 (1961)
- Io e i miei tre figli (My Three Sons) – serie TV, episodi 2x15-9x13 (1962-1968)
- La parola alla difesa (The Defenders) – serie TV, episodio 2x04 (1962)
- The New Breed – serie TV, episodi 1x18-1x19 (1962)
- The Dick Powell Show – serie TV, episodi 1x23-2x11 (1962)
- Ben Casey – serie TV, 2 episodi (1962-1963)
- Going My Way – serie TV, episodio 1x15 (1963)
- La legge di Burke (Burke's Law) – serie TV, episodi 1x05-2x06-2x13-2x31 (1963-1965)
- L'ora di Hitchcock (The Alfred Hitchcock Hour) – serie TV, episodio 3x09 (1964)
- Gli uomini della prateria (Rawhide) – serie TV, episodio 7x03 (1964)
- Il virginiano (The Virginian) – serie TV, episodi 2x15-4x19 (1964-1966)
- Bonanza – serie TV, episodi 7x04-8x03 (1965-1966)
- Selvaggio west (The Wild Wild West) – serie TV, episodio 2x14 (1966)
- Gunsmoke – serie TV, episodi 11x05-13x24 (1965-1968)
- Ai confini dell'Arizona (The High Chaparral) – serie TV, episodio 2x03 (1968)
- Reporter alla ribalta (The Name of the Game) – serie TV, episodi 1x08-2x26 (1968-1970)

## Riconoscimenti
- 1956 – Primetime Emmy Awards: Candidatura per il migliore attore non protagonista di una serie televisiva per Kraft Television Theatre (episodio Patterns)
- 1959 – Grammy Awards: Candidatura per la miglior registrazione documentario per HallGreat American Speeches (condivisa con Melvyn Douglas, Vincent Price, Carl Sandburg)
- 1962 – Laurel Awards: Miglior attore non protagonista per La dolce ala della giovinezza
- 1963 – Premio Oscar: Miglior attore non protagonista per La dolce ala della giovinezza
- 1963 – Golden Globe: Candidatura per il attore non protagonista per La dolce ala della giovinezza
- 1965 – Laurel Awards: Miglior attore non protagonista per Voglio essere amata in un letto d'ottone
- 1966 – Primetime Emmy Awards: Candidatura per il miglior attore protagonista in un singolo episodio di una serie drammatica per Hallmark Hall of Fame (episodio Inherit the Wind)

## Doppiatori italiani
- Mario Besesti in Boomerang - L'arma che uccide, Governante rubacuori, Il terrore corre sul filo, Il grande Gatsby, L'assalto al treno postale, La città nera, Furore sulla città, L'ultima minaccia
- Olinto Cristina in Strada senza nome, Il comandante Johnny, I giganti uccidono
- Giorgio Capecchi in La parola ai giurati, Strategia di una rapina
- Luigi Pavese in La dolce ala della giovinezza
- Manlio Busoni in Agente 4K2 chiede aiuto
- Carlo D'Angelo in Impiccalo più in alto
- Michele Malaspina in Quando il sole scotta